# Vászoly
Vászoly [vásoj] je obec v Maďarsku v župě Veszprém, spadající pod okres Balatonfüred. Nachází se asi 24 km jihozápadně od Veszprému. V roce 2015 zde žilo 235 obyvatel. Dle údajů z roku 2011 tvoří 92,4 % obyvatelstva Maďaři a 1,7 % Němci, přičemž 6,4 % obyvatel se ke své národnosti nevyjádřilo.

## Sousední obce
| Růžice kompasu | Mencshely     |         |         | Růžice kompasu |
| Růžice kompasu | Dörgicse      | Sever   | Pécsely | Růžice kompasu |
| Růžice kompasu | Dörgicse      | Vászoly | Pécsely | Růžice kompasu |
| Růžice kompasu | Dörgicse      | Jih     | Pécsely | Růžice kompasu |
| Růžice kompasu | Balatonudvari |         |         | Růžice kompasu |